# Jan Zerbst
Jan Zerbst (* 21. Juni 1980 in Salzkotten, Nordrhein-Westfalen) ist ein deutscher Hörfunkmoderator und Autor.

## Leben
Zerbst wuchs in der Nähe von Braunschweig auf und studierte anschließend Sozialwissenschaften in Göttingen.
Zerbst war ab 2006 als Moderator und Entertainer bei Radio ffn tätig, ab 2017 übernahm er den Geschäftsbereich Content bei Antenne Bayern. 2021 kehrte Zerbst zu ffn zurück und leitete dort die analogen und digitalen Prozesse. Seit 2024 verantwortet er als Programmdirektor die musikalische und programmatische Ausrichtung von ffn.
Die Comedy-Sendung Die Welt in 30 Sekunden läuft seit 2011 bei diversen Radiosendern, darunter bei ffn, R.SH, PSR, SR1, SWR1 Rheinland-Pfalz. Sie wurde 2012 mit dem Deutschen Radiopreis in der Kategorie „Beste Comedy“ und mit dem Niedersächsischen Medienpreis in der Kategorie „Unterhaltung/Comedy/Hörerbindung“ ausgezeichnet.
Zerbst schreibt humoristische Bücher, zuletzt über das Leben an der deutschen Nord- und Ostseeküste.

## Bücher
- Die Welt in 30 Sekunden, Lappan, Oldenburg 2013, ISBN 978-3830333494
- Die Welt in 30 Sekunden! Teil 2, Lappan, Oldenburg 2014, ISBN 978-3830333777
- Der Affe fällt nicht weit vom Stamm. Lappan, Oldenburg 2014, ISBN 978-3830333784
- Haben Sie auch Anti-Möwen-Spray? Lappan, Oldenburg 2016, ISBN 978-3830334170
- Warum Lachmöwen lachen, Lappan, Oldenburg 2020, ISBN 978-3830335627